# Султанов Ельман Байрамович
Ельман Байрамович Султанов (нар. 6 вересня 1974) — азербайджанський футболіст, півзахисник. Має також українське та ізраїльське громадянство. По завершенні кар'єри гравця — тренер.

## Клубна кар'єра
Футбольну кар'єру розпочав у столичному «Азері», учасник першого розіграшу незалежного чемпіонату Азербайджану. Потім переїхав в Україну, де підписав контракт з «Таврією». Дебютував у футболці херсонського клубу 17 серпня 1992 року в нічийному (0:0) виїзному поєдинку 1-о туру Другої ліги проти маріупольського «Азовця». Ельман вийшов на поле в стартовому складі та відіграв увесь матч. У серпні 1992 року у футболці «Таврії» провів 2 поєдинки в Другій лізі України. У 1993 році повернувся до «Азері».
У 1993 році повернувся до України, де підсилив контракт з «Ворсклою». У футболці полтавського клубу дебютував 14 вересня 1993 року в нічийному (0:0) виїзному поєдинку 7-о туру Першої ліги проти очаківської «Артанії». Ельман вийшов на поле на 88-й хвилині, замінивши Вазгена Манасяна. У складі «Ворскли» зіграв 10 матчів у Першій лізі та 2 поєдинки у кубку України. Влітку наступного року перейшов у «Таврію». Дебютував за херсонську команду 5 серпня 1994 року в нічийному (0:0) виїзному поєдинку 1-о туру Другої ліги проти одеського «Чорноморця-2». Ельман вийшов на поле в стартовому складі та відіграв увесь матч, а на 40-й хвилині отримав жовту картку. У серпні — на початку вересня 1994 року зіграв 3 матчі в Другій лізі та 1 поєдинок у кубку України. У вересні 1994 року перейшов у «Торпедо». У футболці запорізького клубу дебютував 6 березня 1994 року в нічийному (1:1) виїзному поєдинку 18-о туру Вищої ліги проти луганської «Зорі-МАЛС». Султанов вийшов на поле на 88-й хвилині, замінивши Андрія Марченка. Зіграв 8 матчів в еліті українського футболу.
Потім повернувся до Азербайджану, де грав за «Нефтчі» (Баку), «Хазрі Бузовна», МОІК (Баку) та «Динамо» (Баку). У 2000 році виїхав до Ізраїлю, де уклав договір з представником вищого дивізіону ізраїльського чемпіонату «Хапоель Цафрірім» (Холон). За підсумками сезону 2000 року холонський колектив понизився в класі, але Султанов протягом двох сезонів ще хахищав кольори ізраїльського клубу. У 2003 році перебрався до Литви, де грав за вільнюський «Жальгіріс» (В). Потім повернувся до Азербайджану, виступав за «Бакили», «Карабах» та «МКТ-Араз». Футбольну кар'єру завершив 2007 року у футболці «Сімурга».

## Кар'єра в збірній
У футболці національної збірної Азербайджану дебютував 17 вересня 1992 року в програному (3:6) виїзному товариському матчі проти Грузії. Ельман вийшов на поле на 76-й хвилині, замінивши Вугара Ісмаїлова. Протягом кар'єри в національній команді провів 2 поєдинки, в обох випадках — товариські матчі.

## Кар'єра тренера
З 2016 року по червень 2018 року працював головним тренером бакинського «Сабаїла», після чого очолив молодіжну команду цього ж клубу.

## Статистика виступів у збірній

### По роках
| Національна збірна Азербайджану | Національна збірна Азербайджану | Національна збірна Азербайджану |
| Рік                             | Матчі                           | Голи                            |
| ------------------------------- | ------------------------------- | ------------------------------- |
| 1992                            | 1                               | 0                               |
| 1993                            | 0                               | 0                               |
| 1994                            | 0                               | 0                               |
| 1995                            | 0                               | 0                               |
| 1996                            | 0                               | 0                               |
| 1997                            | 0                               | 0                               |
| 1998                            | 0                               | 0                               |
| 1999                            | 0                               | 0                               |
| 2000                            | 0                               | 0                               |
| 2001                            | 0                               | 0                               |
| 2002                            | 0                               | 0                               |
| 2003                            | 0                               | 0                               |
| 2004                            | 1                               | 0                               |
| Загалом                         | 2                               | 0                               |

### По матчах
| Дата      | Місто     | Господарі   | Результат | Гості       | Турнір           | Голи | Примітки |
| --------- | --------- | ----------- | --------- | ----------- | ---------------- | ---- | -------- |
| 17-9-1992 | Гурджаані | Грузія      | 6 – 3     | Азербайджан | товариський матч | -    |          |
| 28-5-2004 | Баку      | Азербайджан | 3 – 1     | Узбекистан  | товариський матч | -    |          |
| Усього    |           | Матчів      | 2         |             | Голів            | 0    |          |